# Helichrysum luteoalbum
Helichrysum luteoalbum (сухоцвіт білий, як Gnaphalium luteo-album або сухоцвіт жовтувато-білий, як Gnaphalium luteo-album або лафангіум жовто-білий, як Laphangium luteoalbum) — вид квіткових рослин родини Айстрові (Asteraceae).

## Опис
Однорічна рослина до 10–50 см заввишки. Листочки обгортки (сукупність приквітків біля основи суцвіття) плівчасті, блискучі, солом'яно-жовті або білуваті. Стебла випростані, їх гілочки спрямовані вгору. Листки напівохоплюють стебло і б. м. прилеглі до нього.

## Поширення
Африка: Кенія; Танзанія; Уганда; Кабо-Верде; Еритрея; Ефіопія; Сомалі; Судан; Алжир; Єгипет; Лівія; Марокко; Туніс; Ангола; Малаві; Мозамбік; Замбія; Зімбабве; Ботсвана; Лесото; Намібія; Південна Африка; Свазіленд; Гана; Малі; Нігерія; Сенегал; Бурунді; Камерун; Екваторіальна Гвінея — Біоко; Руанда; Заїр; Коморські острови; Маврикій; Реюньйон. Азія: Азербайджан; Грузія; Оман; Ємен; Китай; Тайвань; Казахстан; Таджикистан; Туркменістан; Афганістан; Кіпр; Іран; Ізраїль; Ліван; Сирія; Туреччина; Індія; Пакистан; Лаос; Таїланд; В'єтнам; Індонезія; Папуа-Нова Гвінея; Філіппіни. Австралія; Нова Зеландія. Європа: Білорусь; Литва; Молдова; Україна; Австрія; Бельгія; Чехія; Німеччина; Угорщина; Нідерланди; Польща; Словаччина; Швейцарія; Швеція; Велика Британія — Англія; Боснія і Герцеговина; Болгарія; Хорватія; Греція; Італія; Македонія; Чорногорія; Румунія; Росія; Сербія; Словенія; Франція; Португалія [вкл. Азорські острови, Мадейра]; Гібралтар; Іспанія [вкл. Канарські острови]. Натуралізований: Мексика, США, Аргентина, Чилі, Перу. Експансія: Данія.
В Україні зростає у вологих, переважно прибережних піщаних місцях, іноді як бур'ян — розсіяно майже по всій території, крім гірських районів Карпат і Криму. Входить у перелік видів, які перебувають під загрозою зникнення на території Київської області.

## Галерея

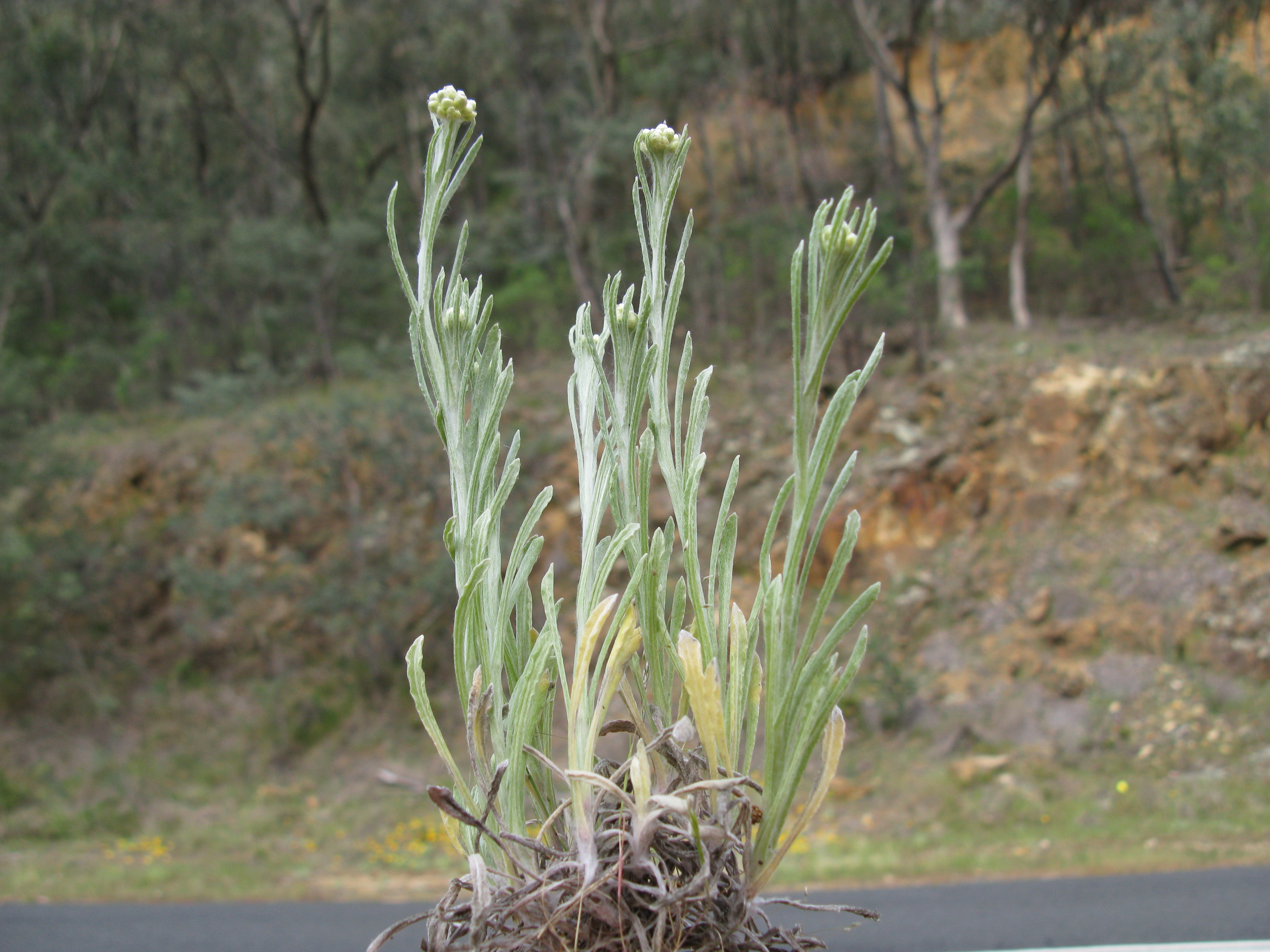
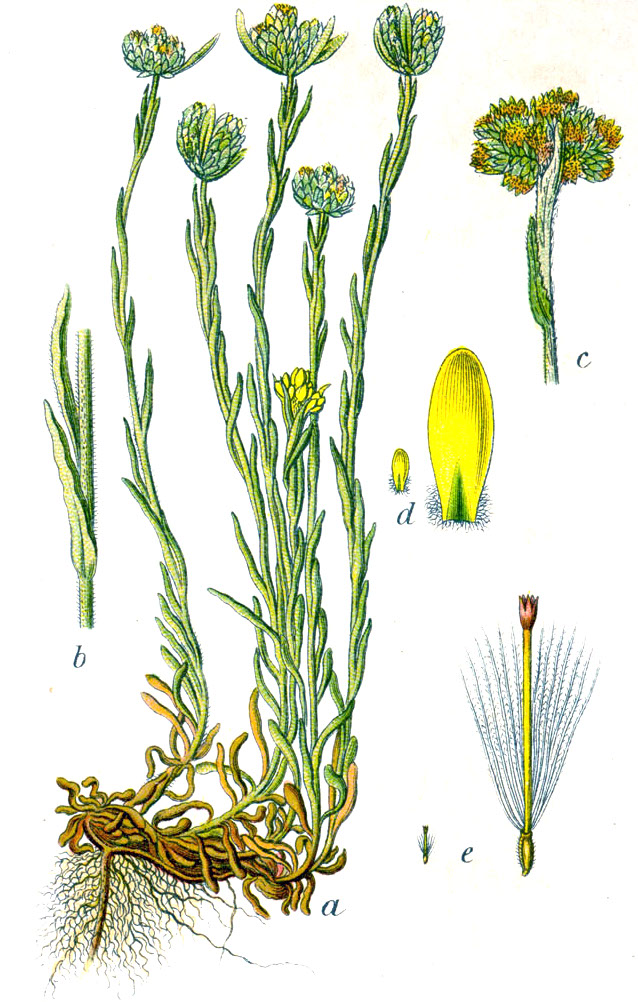